# بوغلاركا تاكاس
بوغلاركا تاكاس إيميشه (من مواليد 28 أغسطس 2001) هي عداءة مسافات قصيرة مجرية في سباقات المضمار والميدان بطلة وطنية متخصصة في سباق 100 متر وسباق 200 متر، وصاحبة الرقم القياسي المجري في سباقات 100 متر و200 متر. تم اختيارها كجزء من فريق المجر لبطولة أوروبا لألعاب القوى تحت 23 سنة 2023 التي أقيمت في إسبو، فنلندا. في الدور نصف النهائي لسباق 100 متر، كانت أسرع لاعبة في التصفيات وسجلت رقمًا قياسيًا وطنيًا جديدًا قدره 11.14 ثانية، مما أدى أيضًا إلى تحسين الوقت الرائد في أوروبا تحت 23 عامًا لهذا العام. فازت بالميدالية الفضية في النهائي. ثم فازت أيضًا بالميدالية الفضية في سباق 200 متر.
تم اختيارها للمشاركة في بطولة العالم لألعاب القوى 2023 في بودابست، وتأهلت إلى الدور نصف النهائي في سباق 100 متر. كما أنها تنافست في سباق 200 متر لكنها لم تتمكن من اجتياز التصفيات.
وصلت إلى الدور نصف النهائي في سباق 60 متر سيدات في بطولة العالم لألعاب القوى داخل الصالات 2024 في غلاسكو. ركضت كجزء من فريق التتابع المجري 4 × 100 متر في بطولة العالم للتتابع 2024 في ناسو، جزر البهاما. احتلت المركز السادس في سباق 100 متر في حدث الدوري الماسي 2024 في ستوكهولم.
نافست في دورة الألعاب الأولمبية الصيفية 2024 في باريس لمسافة 200 متر.